# Katsura Utamaru

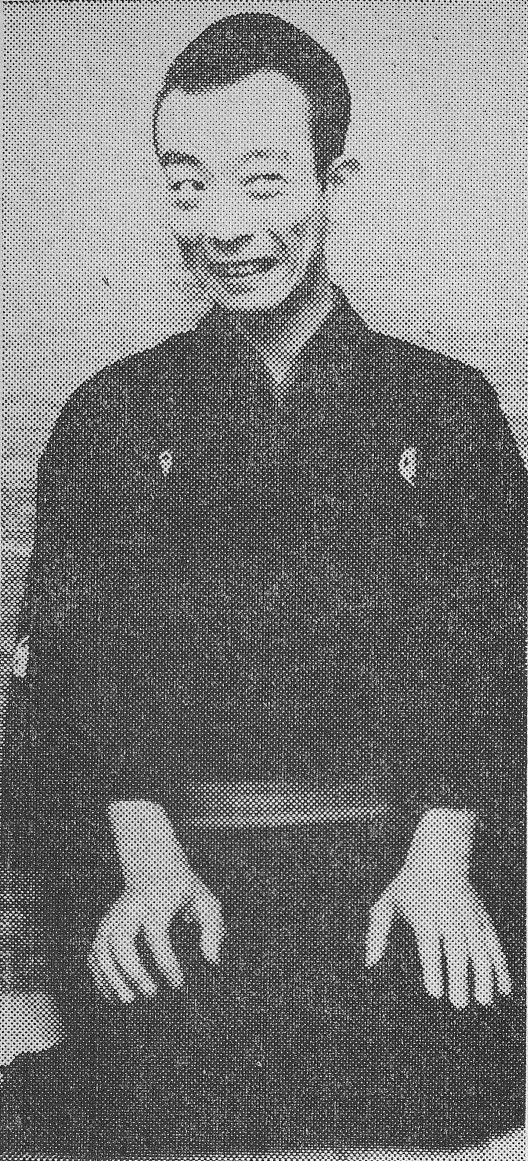

Katsura Utamaru (桂 歌丸?  14 de agosto de 1936-2 de julio de 2018) fue un comediante de rakugo japonés más conocida por albergar el espectáculo de comedia shōten de Nippon TV. Es conocido como un maestro del arte cómico de rakugo japonés, en el que un solo intérprete o narrador aparece en escenario y cuenta historias cómicas a la audiencia.

## Carrera
Nacido en Yokohama, el verdadero nombre de Utamaru era Iwao Shiina, y se convirtió en aprendiz del rakugoka Kokontei Imasuke V en 1951 a la edad de 15 años, asumiendo el nombre de Kokontei Imaji. Dejó Rakugo por un tiempo, pero luego se convirtió en el aprendiz de Katsura Yonemaru, asumiendo el nuevo nombre de Katsura Yonebo. Cambió su nombre a Katsura Utamaru en 1964 y alcanzó el rango de shin'uchi en 1968.
Fue uno de los primeros miembros de  shōten  cuando comenzó en 1966. Se convirtió en el anfitrión a partir de 2006, pero se retiró en 2016 por razones de salud. Utamaru se convirtió en el jefe del Rakugo Geijutsu Kyokai en 2004, y recibió muchos honores, incluida la Orden del Sol Naciente en 2007.
Murió de enfermedad pulmonar obstructiva crónica el 2 de julio de 2018 en un hospital en Yokohama.

## Kōzame
- Kokontei Imaji (古今亭 今児?  1951-1961)
- Katsura Yonebo (桂 米坊?  1961-1964)
- Katsura Utamaru (桂 歌丸?  1964-2018)